# Holedeč
Holedeč település Csehországban, Lounyi járásban. Holedeč Měcholupy, Liběšice, Žatec és Deštnice településekkel határos. Lakosainak száma 635 fő (2024. január 1.).

## Népesség
A település lakosságának változását az alábbi diagram mutatja:
| Lakosok száma | 1312 | 1456 | 1444 | 798  | 621  | 495  | 580  | 601  | 620  | 635  |
|               | 1869 | 1890 | 1921 | 1950 | 1980 | 2001 | 2017 | 2019 | 2022 | 2024 |